# Regimentul 20 Infanterie (1916-1918)
Regimentul 20 Infanterie a fost o unitate de nivel tactic care s-a constituit la 14/27 august 1916, prin mobilizarea unităților și subunităților existente la pace aparținând de Regimentul Teleorman No. 20. Regimentul a făcut parte din organica Brigăzii 7 Infanterie, fiind dislocat la pace în garnizoana Turnu Măgurele. La intrarea în război, Regimentul 20 Infanterie a fost comandat de locotenent-colonelul Ioan Ștefănescu. Regimentul 20 Infanterie a participat la acțiunile militare pe frontul românesc, pe toată perioada războiului, între 14/27 august 1916 - 28 ocotmbrie/11 noiembrie 1918.